# 松葉駅
松葉駅（まつばえき）は秋田県仙北市西木町桧木内字松葉にある、秋田内陸縦貫鉄道秋田内陸線の駅である。日本国有鉄道（国鉄）時代は角館線の終着駅であった。

## 歴史
- 1970年（昭和45年）11月1日：国鉄角館線の終着駅として仙北郡西木村に開業[1][4][3]。
- 1986年（昭和61年）11月1日：秋田内陸縦貫鉄道・秋田内陸南線の駅となる[1]。
- 1989年（平成元年）4月1日：比立内駅から当駅まで延伸開業し、途中駅となる。全通に伴い、線名が秋田内陸線になる[1][2]。
- 2022年（令和4年）7月24日：駅舎がリニューアルされ御披露目式を行う[5]。

## 駅構造
単式ホーム1面1線を有する地上駅。無人駅であるが、全線開業時には島式1面2線に出来るように設計されていた。待合室に貸出図書コーナーがある。
駅舎は2022年7月に仙北市が連携協定を結んでいる秋田公立美術大学の学生4人がデザインした駅舎にリニューアルされた。

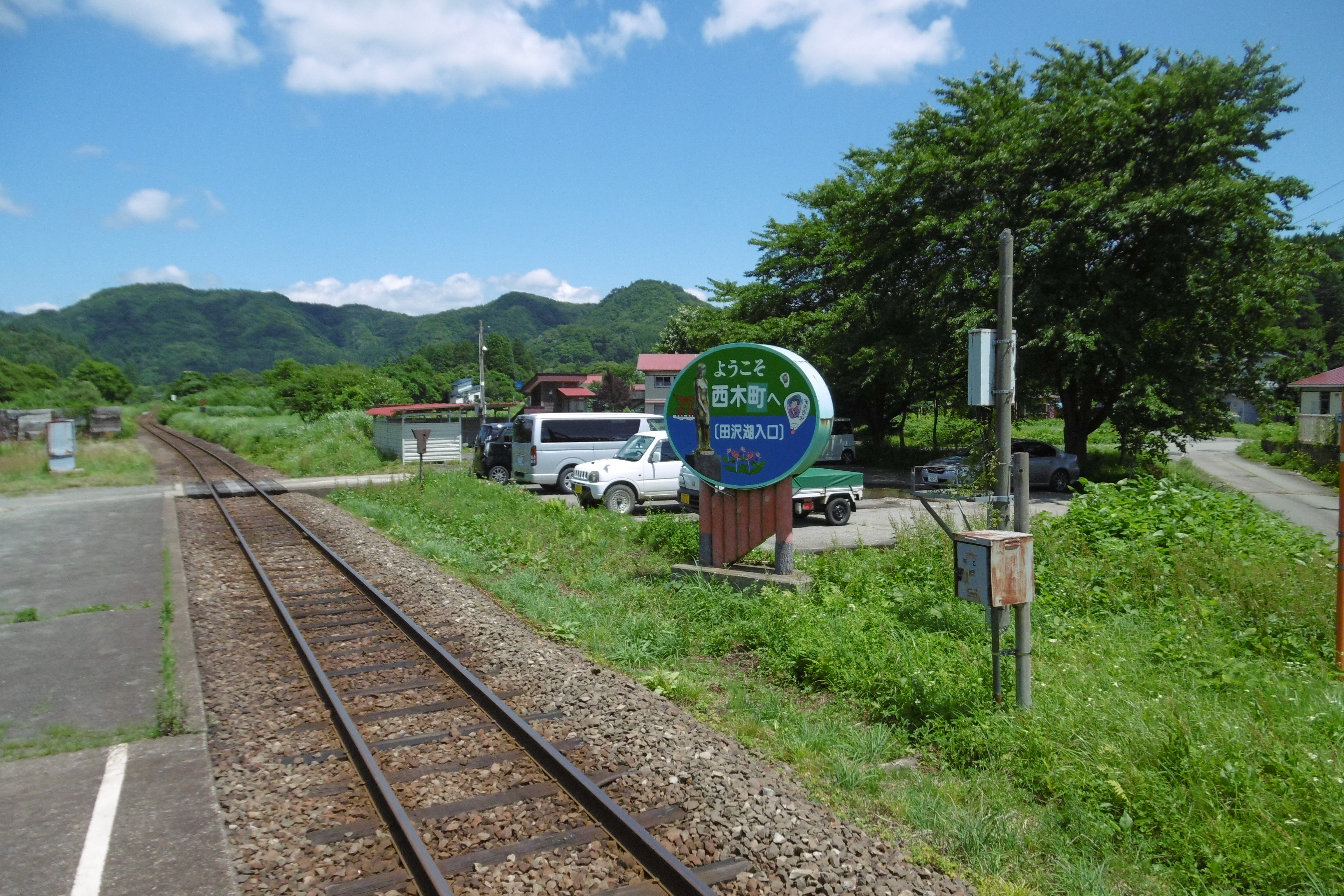
鷹巣方向を望む
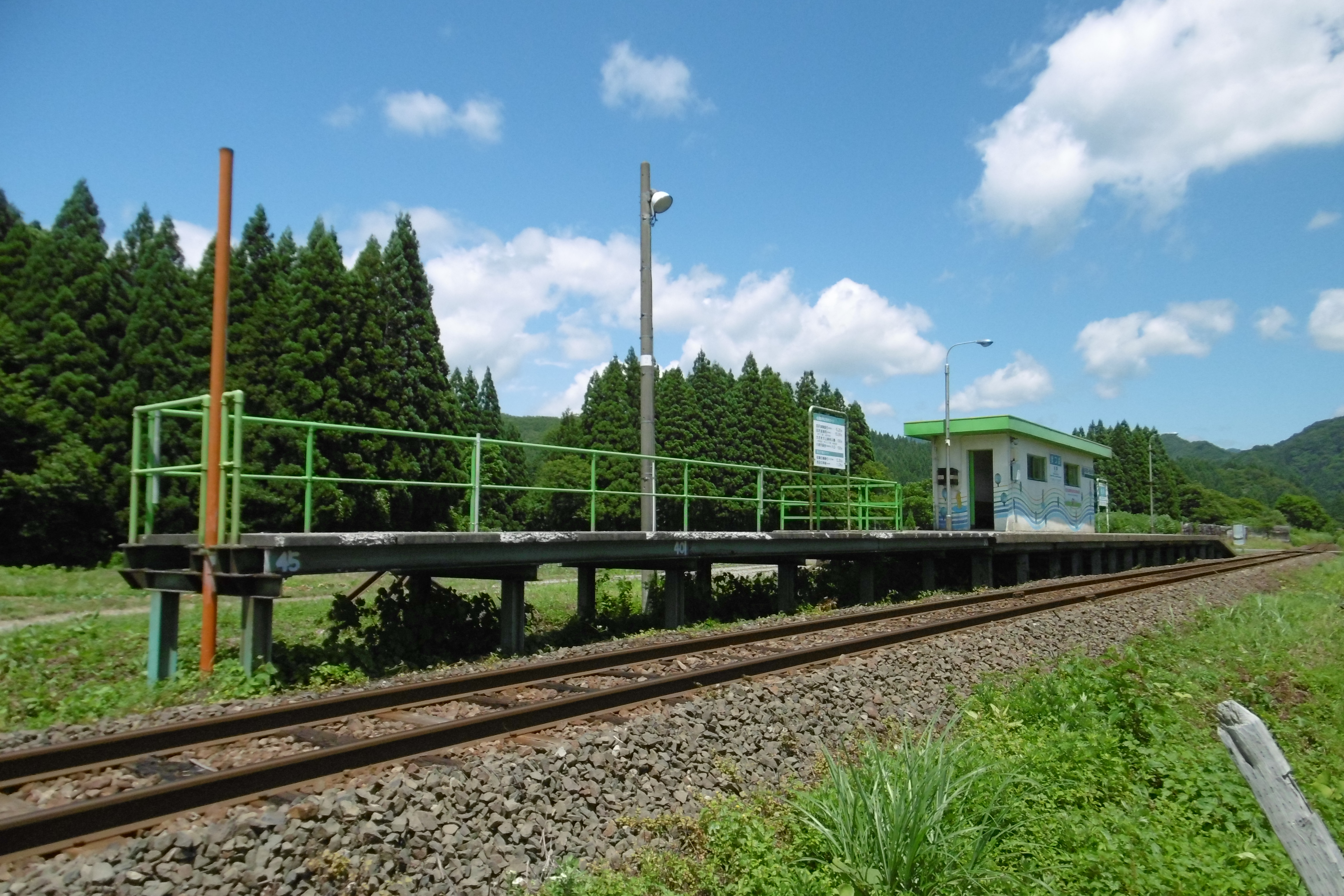
プラットホーム全景

## 利用状況
| 1日乗降人員推移 | 1日乗降人員推移 |
| 年度            | 1日平均人数     |
| --------------- | --------------- |
| 2016年          | 72              |
| 2017年          | 86              |
| 2018年          | 102             |

## 駅周辺

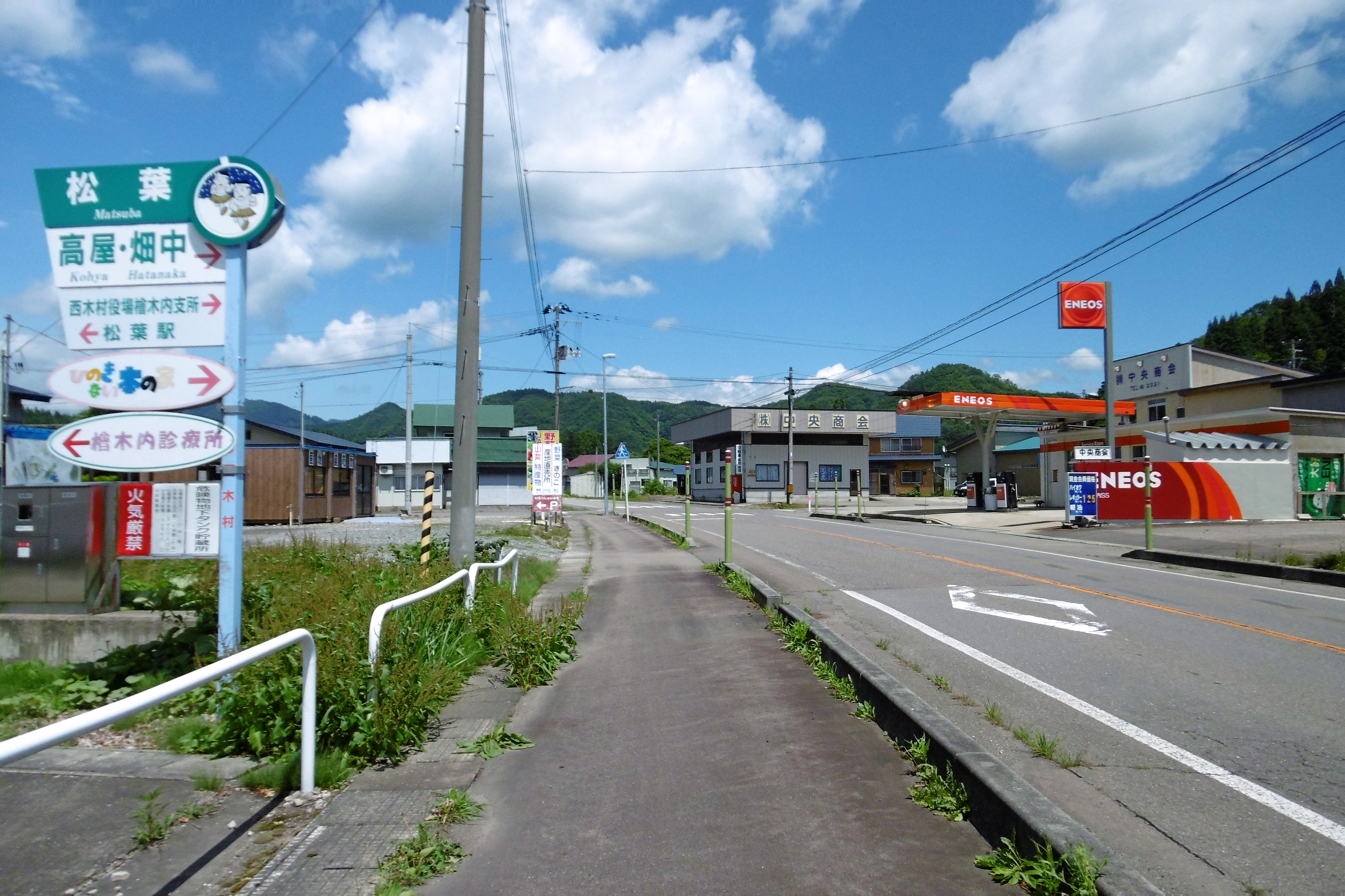
国道105号 松葉駅入口付近
（ENEOS桧木内SSも立地する）

駅東側を国道105号が通り、駅西側を桧木内川が流れる。両側に民家が点在し、駅南側には学校や消防署がある。駅東側に田沢湖があるため、「田沢湖に一番近い駅」という看板が駅に設置されているが、湖は駅からやや離れた所にある。
- 仙北市立桧木内中学校
- 仙北市立桧木内小学校
- 仙北市 桧木内地区公民館（仙北市役所桧木内出張所）
- 仙北警察署 檜木内駐在所
- 大曲仙北広域市町村圏組合 角館消防署西木分署
- 桧木内郵便局
- 旭山神社
- 国道105号
- 秋田県道38号田沢湖西木線
- 桧木内川
- 田沢湖 - 直線距離で3.7km（※秋田県道38号線経由で約6km）

## その他
- 当駅は無人駅であるが、当駅付近にあるENEOS桧木内SS（(株)中央商会が運営）で当駅発の秋田内陸線企画乗車券を発売している[8]。
- 当駅から田沢湖経由で乳頭温泉郷まで予約制タクシーが運行されている[9]。

## 隣の駅
秋田内陸縦貫鉄道
■秋田内陸線
- 急行「もりよし」停車駅

□快速（上り）
上桧木内駅 ← 松葉駅 ← 八津駅
□快速（下り）・■普通
羽後中里駅 - 松葉駅 - 羽後長戸呂駅